# Kenneth N. Kuttner
Kenneth Neil Kuttner é um economista, investigador  e professor universitário nos E.U.A.
 
A sua nacionalidade é americana e foi economista em dois Bancos centrais de Estados americanos.

## Biografia
Licenciou-se Economia (B.A., Economics) na Universidade da Califórnia em Berkeley, em 1982 e obteve o seu PhD pela Universidade de Harvard em 1989.
Ocupou posições não académicas como vice-presidente Assistente dos departamentos de pesquisa dos bancos de Reserva Federal de Nova York e Chicago, onde se especializou na análise das questões de política monetária.
Publicou numerosos artigos nos campos da política monetária, macroeconomia e economia financeira. É membro do National Bureau of Economic Research (NBER).
A sua pesquisa abordou questões como os papéis dos agregados monetários e taxas de juros em política monetária, a inflação prevista, métodos para estimar o produto potencial,  o impacto da política monetária nos mercados financeiros e os efeitos das políticas macro-prudenciais no mercado imobiliário.
Leccionou em várias universidades e tem um estatuto equivalente a  professor catedrático (Chair Robert F. White Class of 1952 Professor of Economics).

## Investigação e publicações
Os seus trabalhos de investigação, nas áreas de macroeconomia, economia monetária, bancos centrais, mercados financeiros e economia japonesa, foram realizados nos gabinetes de estudos económicos dos Bancos Centrais onde trabalhou e nas Universidades.
Na extensa bibliografia do artigo "Monetary economics", traduzido para economia monetária, vem referenciada uma publicação de um artigo seu.
A lista das suas "publicações seleccionadas" é extensa e referência artigos em revistas científicas especializadas de grande divulgação  internacional.
As "publicações de investigação" do Banco Internacional de Pagamentos contêm um trabalho seu, com Patrícia C. Mosser.
A  Brookings Institution divulgou um trabalho seu.

## Atividade académica
É Professor Catedrático de Economia, desde 2015 em  Williams College.
No domínio académico, Kenneth N. Kuttner foi:
•	Professor associado convidado (Visiting Assistant Professor), University of Wisconsin at Madison, 1992.
•	Professor associado convidado (Visiting Assistant Professor), Columbia Business School, 1995-1997.
•	Professor catedrático de Economia em  Danforth-Lewis, Oberlin College, 2004-2008.